# Buzajt
Buzajt (arab. بزيت) – miejscowość w Syrii, w muhafazie Idlib. W 2004 roku liczyła 2122 mieszkańców.